# Vantaa
Vantaa (švédsky Vanda) je město v jižním Finsku. Spolu s Helsinkami a Espoo, se kterými sousedí, a Kauniainen tvoří Velké Helsinky.
Město se rozkládá na 242,66 km², z čehož 2,03 km² jsou vodní plochy. Ve městě žije 215 813 lidí, čímž se ve velikosti ve Finsku řadí na čtvrté místo za Tampere a před Oulu.
Na území Vanty se nachází hlavní helsinské letiště.
Ve Vantaa se narodilo pár významných osobností, mezi ně patří i finský violoncellista a skladatel Eicca Toppinen, a také bývalý pilot F1 Mika Häkkinen, dvojnásobný mistr světa z roku 1998 a 1999.

## Partnerská města
- Askim, Norsko, 1951
- Frankfurt nad Odrou, Německo, 1987
- Huddinge, Švédsko, 1951
- Ťi-nan, Čína, 2001
- Kiněšma, Rusko, 1969
- Lyngby-Taarbæk Kommune, Dánsko, 1951
- Oblastní rada Mate Jehuda, Izrael, 1967
- Mladá Boleslav, Česko, 1978
- Nuuk, Dánsko, 1965
- zemský okres Rastatt, Německo, 1968
- Salgótarján, Maďarsko, 1976
- Seyðisfjörður, Island, 1980
- Słupsk, Polsko, 1987
- Windhoek, Namibie, 2002